# Лігай (округ, Пенсільванія)
Шаблон:StateAbbr_ 40°37′ пн. ш. 75°35′ зх. д. / 40.61° пн. ш. 75.59° зх. д.
Округ  Лігай (англ. Lehigh County) — округ (графство) у штаті  Пенсільванія, США. Ідентифікатор округу 42077.

## Історія
Округ утворений 1812 року.

## Демографія
За даними перепису 
2000 року 
загальне населення округу становило 312090 осіб, зокрема міського населення було 282237, а сільського — 29853.
Серед мешканців округу чоловіків було 150554, а жінок — 161536. В окрузі було 121906 домогосподарств, 82106 родин, які мешкали в 128910 будинках.
Середній розмір родини становив 3,02.
Віковий розподіл населення поданий у таблиці:
| Стать    | До 15 років | 15-21 | 22-29 | 30-39 | 40-49 | 50-65 | 65-85 | Понад 85 |
| -------- | ----------- | ----- | ----- | ----- | ----- | ----- | ----- | -------- |
| Чоловіки | 31835       | 13742 | 14265 | 23202 | 24518 | 23423 | 17772 | 1797     |
| Жінки    | 30382       | 13659 | 14430 | 23262 | 24875 | 25063 | 24928 | 4937     |

## Суміжні округи
- Карбон — північ
- Нортгемптон — північний схід
- Бакс — південний схід
- Монтгомері — південь
- Беркс — захід
- Скайлкілл — північний захід

## Виноски
1. ↑  U.S. Decennial Census. United States Census Bureau. Архів оригіналу за 4 квітня 2018. Процитовано 9 березня 2015.
2. ↑  Historical Census Browser. University of Virginia Library. Архів оригіналу за 11 серпня 2012. Процитовано 9 березня 2015.
3. ↑  Forstall, Richard L., ред. (24 березня 1995). Population of Counties by Decennial Census: 1900 to 1990. United States Census Bureau. Архів оригіналу за 20 березня 2015. Процитовано 9 березня 2015.
4. ↑  Census 2000 PHC-T-4. Ranking Tables for Counties: 1990 and 2000 (PDF). United States Census Bureau. 2 квітня 2001. Архів оригіналу (PDF) за 18 грудня 2014. Процитовано 9 березня 2015.
5. ↑  State & County QuickFacts. United States Census Bureau. Архів оригіналу за 6 червня 2011. Процитовано 17 листопада 2013.(англ.) Наведено за англійською вікіпедією.
6. ↑  American FactFinder. Бюро перепису населення США. Архів оригіналу за 26 лютого 2012. Процитовано 31 січня 2008.

| США | Це незавершена стаття з географії США. Ви можете допомогти проєкту, виправивши або дописавши її. |